# شهرستان کولز (ایلینوی)
شهرستان کولز، ایلینوی (به انگلیسی: Coles County) یک شهرستان در ایالات متحده آمریکا است که در ایلینوی واقع شده‌است. شهرستان کولز ۱٬۳۲۰٫۹ کیلومتر مربع مساحت دارد.

## نگارخانه

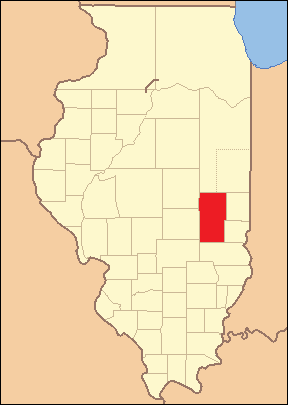
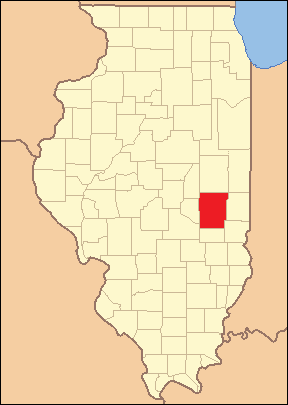
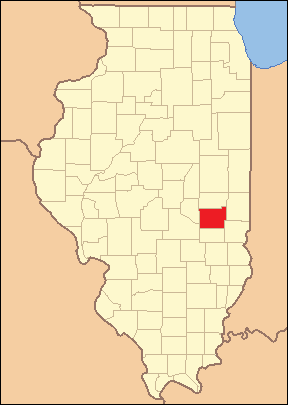